# Kaiplot
Kaiplot är en ö nära Själö i Nagu,  Finland. Den ligger i Skärgårdshavet i Pargas stad i den ekonomiska regionen  Åboland i landskapet Egentliga Finland, i den sydvästra delen av landet. Ön ligger omkring 3 kilometer sydväst om Själö, 3 kilometer norr om Nagu kyrka, 33 kilometer sydväst om Åbo och omkring 170 kilometer väster om Helsingfors. Närmaste allmänna förbindelse är förbindelsebryggan vid Kyrkbacken som trafikeras av M/S Falkö och M/S Östern.
Öns area är 63,3 hektar och dess största längd är 1,2 kilometer i öst-västlig riktning. Ön höjer sig omkring 40 meter över havsytan. I omgivningarna runt Kaiplot växer i huvudsak barrskog.